# Kromosom 2 (čovjek)
Kromosom 2 u kariotipu čovjeka je autosomni kromosom, drugi po redu po dimenzijama i broju nukleotida. Prema položaju centromere pripada submetacentričnim kromosomima. Sastoji se od 255 milijuna nukleotida što predstavlja oko 8% od ukupne količine DNK u stanici.
Potvrđeno je da kromosom 2 sadrži preko 1600 gena, ali se pretpostavlja da ih ima oko 1800.
Broj polimorfizama jednog nukleotida (eng. Single Nucleotide Polymorphism - SNP) je gotovo 900 000.
Istraživanja ukazuju da je kromosom 2 rezultat fuzije dvaju prvobitnih kromosoma, a kao dokaz se uzima vrlo visoka homologija između ljudskog kromosoma 2 i dvaju kromosoma čimpanze. Dodatni dokaz je prisutnost rudimentalnih centromera i telomera na ljudskom kromosomu, koji su vjerojatno ostatci struktura dvaju kromosoma čimpanze.

## Geni kromosoma 2
Neki od važnijih gena kromosoma 2 jesu:
- ABCA12
- ABCB11
- ACVR1
- AGPS
- AGXT
- ALK
- ALMS1
- ALS2
- APOB
- ATG16L1
- BARD1
- BIN1
- BMPR2
- CACNB4
- CHN1
- CHRNG
- CNGA3
- COL3A1
- COL4A3
- COL4A4
- COL5A2
- COL6A3
- CPS1
- CYP1B1
- CYP27A1
- D2HGDH
- DCTN1
- DES
- DFNB59
- DGUOK
- DYSF
- EDAR
- EIF2B4
- EPAS1
- ERCC3
- GALNT3
- HADHA
- HADHB
- HS1BP3
- IL1A
- ITGA6
- LCT
- LHCGR
- LRP2
- MATN3
- MCEE
- MCM6
- MMADHC
- MSH2
- MSH6
- MSTN
- MYCN
- NEB
- NR4A2
- OTOF
- PAX3
- PAX8
- PNKD
- PROC
- RPS7
- SCN1A
- SCN9A
- SFTPB
- SIX3
- SLC3A1
- SLC40A1
- SMARCAL1
- SOS1
- SP110
- SPAST
- SPR
- SRD5A2
- STAT4
- SUCLG1
- TMEM127
- TPO
- TTN
- UGT1A1
- ZAP70
- ZEB2

## Geni i bolesti
Poznat je sadržaj i raspored gena kromosoma 2 čije mutacije izazivaju niz nasljednih bolesti. Najvažnije bolesti vezane za mutacije na kromosomu 2 jesu:
- sindrom 2p15-16.1 mikrodelecije
- autizam
- Alportov sindrom
- Alströmov sindrom
- amiotrofična lateralna skleroza
- amiotrofična lateralna skleroza tip 2
- kongenitalni hipotiroidizam
- demencija s Lewyjevim tjelešcima
- Ehlers–Danlosov sindrom
- Ehlers–Danlosov sindrom klasični tip
- Ehlers–Danlosov sindrom vaskularni tip
- fibrodisplazija ossificans progressiva
- ihtioza tipa Harlequin
- hemokromatoza
- hemochromatoza, tip 4
- nasljedni nepolipozni kolorektalni karcinom
- juvenilna primarna lateralna skleroza
- deficit 3-hidroksiacil-koenzim A dehidrogenaze dugih lanaca
- MODY dijabetes tip 6
- deficit mitohondrijske trifunkcionalne bjelančevine
- gluhoća bez drugih simptoma
- primarna hiperoksaluria
- primarna plućna hipertenzija
- sitosterolemia
- Sensenbrennerov sindrom
- sinestezija
- Waardenburgov sindrom